# شظية مرتدة (فلم)
شظية مرتدة (بالإنجليزية: Ricochet) فيلم دراما واكشن وجريمة أمريكي للمخرج راسل مولكاهي عام 1991  وشارك في كتابته ستيفن إي دي سوزا، فريد ديكر، ومينو ميجيس. الفيلم من بطولة دينزل واشنطن، جون ليثجو، آيس تي، ليندسي واجنر، وكيفن بولاك وتدور الأحداث حول رجل شرطة ناجح يتم اختطافه وتعذيبه على أيدي مجرم مختل انتقاما منه لسجنه قبل ذلك بأعوام، مما يتسبب في مأساة نفسية لرجل الشرطة، وفي إدمانه للمخدرات، وتصبح أمامه مهمة صعبة للغاية، وهي كيفية العودة إلى حياته.
صدر الفيلم إلى دور العرض الأمريكية في  4 أكتوبر 1991.
منح موقع قاعدة بيانات الأفلام على الإنترنت (IMDB) الفيلم درجة 6.1/ 10.
منح موقع قاعدة بيانات الأفلام العربية "السينما.كوم" الفيلم درجة 5.2/ 10.

## طاقم التمثيل
دينزل واشنطن: في دور نيك ستايلز (مساعد المدعي العام)
جون ليثجو: في دور إيرل تالبوت بليك
آيس تي: في دور أوديسا
كيفن بولاك: في دور الملازم لاري دويل
ليندسي واجنر: في دور المدعي العام لمنطقة بريسيلا
ماري إلين ترينور: في دور جيل والينز
جوش إيفانز: في دور كيم كيمبل
فيكتوريا ديلارد: في دور أليس ستايلز
جون آموس: في دور القس ستايلز
جون كوثران الابن: في دور فارس (عضو مجلس المدينة)
ليندا دونا: في دور واندا (فتاة ليل)
ليديل ام. شيشير: في دور R.C نائب أوديسا
مات لاندرز: في دور الرئيس إليوت فلويد
شيرمان هوارد: في دور المحامي العام كيلي
كيمبرلي ناتاشا علي: في دور ليزا ستايلز
ايليا جونز: في دور مونيكا ستايلز
ستارليتا دوبوا: في دور السيدة ستايلز
ميغيل ساندوفال: في دور فارغاس (تاجر مخدرات)
توماس روزاليس جونيور: في دور جونزالو (تاجر مخدرات)
جورج تشيونغ: في دور هيوي (تاجر مخدرات)
كيني إندوسو: في دور ليو (تاجر مخدرات)
ريك كرامر: في دور جيسي شولتزمان (رئيس جماعة الإخوان الآرية)
جيسي فينتورا: في دور جيك تشولسكي (زميل بليك وعضو الإخوان الآرية) 

## أحداث الفيلم
يلتقي ضابط الشرطة المبتدئ وطالب القانون نيك ستايلز (دينزل واشنطن) بالشابة الجميلة أليس (فيكتوريا ديلارد)، بينما يبتعد عن صديق الطفولة أوديسا (آيس تي)، الذي أصبح تاجر مخدرات في لوس أنجلوس. يقوم ستايلز وشريكه لاري دويل (كيفين بولاك) بدورية، حيث يواجهون القاتل إيرل تالبوت بليك (جون ليثجو) وشريكه كيم (جوش إيفانز). يتمكن ستايلز من السيطرة على بليك الذي قتل العديد من تجار المخدرات، بينما يصور الحادث على كاميرا مصور فيديو هاو ويتم بثه على التلفزيون، مما يجعل ستايلز بطلاً. ينال ستايلز ترقيته ودويل ترقية، بينما يرسل بليك وكيم إلى السجن.
بعد ثماني سنوات وفي عام 1991 يصبح ستايلز مساعد المدعي العام ومتزوج من أليس ولديهما ابنتان، بينما يتحالف بليك مع جماعة الإخوان الآرية للتخطيط للهروب والانتقام من ستايلز. تم الإفراج المشروط عن كيم ويساعد في هروب بليك. ينظم بليك وأعضاء الجماعة الآرية هروبًا عنيفًا وقاتلًا من السجن خلال جلسة استماع الإفراج المشروط، والتي لم ينج منها سوى بليك وجيسي شولتزمان (ريك كرامر) زعيم الجماعة. يقتل بليك زعيم العصابة ويحرق جثته، وكان، أثناء وجوده في السجن، قد قام بتبديل سجلات أسنانهم، من أجل تزوير وفاته والتأكد من أن السلطات ستعتقد أن بليك قد مات في الحريق.
يتمكن ستايلز من إيقاف نشاط أوديسا في تجارة المخدرات. يبدأ بليك في تدمير ستايلز باتباع عدة طرق كان أولها قتل فارس (جون كوثران الابن) عضو مجلس المدينة الذي يعمل مع ستايلز، ويزرع مواد إباحية عن الأطفال في حقيبته، ليبدو موته وكأنه انتحار، بعد إجباره على كتابة رسالة انتحار يعلن فيها فساده وفساد ستايلز واختلاس أموال المدينة. يقوم بليك وكيم باختطاف ستايلز ويحتجزانه في حوض سباحة فارغ لعدة أيام، ويقومون بحقنه بانتظام بالهيروين والكوكايين. يستأجر بليك فتاة ليل (ليندا دونا) لممارسة الجنس مع ستايلز بينما يسجل بليك الحادث على الفيديو. يلقي بليك وكيم بستايلز الغير واعي على درجات مجلس المدينة. تسمع أليس أن رؤساء ستايلز يخبرونه أن التحاليل أثبتت وجود الهيروين والكوكايين في دمه وأيضاً إصابته بمرض السيلان، وتعتقد أنه يخونها. تستمر الفضائح، التي يدسها بليك في كل مكان، تلاحق ستايلز مما يجعل المدعية العامة بريسيلا بريملي (ليندساي واغنر) توقف ستايلز عن العمل. يطلق بليك النار على دويل ويقتله ويزرع بصمات أصابع ستايلز على سلاح الجريمة.
يتواصل ستايلز مع أوديسا للحصول على المساعدة، كما يخفي عائلته في المبنى الذي يستخدمه أوديسا كمختبر للمخدرات. يتسلق ستايلز سطح المبنى ويصيح وكأنه مقدم على الإنتحار مما يستدعي بليك، الذي يريد أن يعيش ستايلز ويعاني من حياة طويلة وبائسة. ستايلز يزيف موته بالهروب من انفجار في المبنى، بينما تختطف عصابة أوديسا كيم وترسل رسالة إلى بليك مفادها أن ستايلز على قيد الحياة وتعتزم العثور عليه، وتتحداه في القدوم إلى أبراج "واتس". يجد بليك شريكه كيم مقيدًا بالسقالة ويقتله، ويصعد البرج ويقاتل ستايلز الذي يتفوق عليه بمساعدة عصابة أوديسا. يجتمع ستايلز مع عائلته بينما تبث طواقم الأخبار التلفزيونية التحول الدراماتيكي للأحداث، معلنة أن ستايلز بريئ. عندما يطلب مذيعة الأخبار (ماري إلين ترينور) تعليقه، يقوم بإيقاف تشغيل كاميرا الأخبار وإيقاف أحداث الفيلم.

## إنتاج الفيلم
كتب فريد ديكر سيناريو فيلم "شظية مرتدة" في الأصل على انه واحد من سلسلة أفلام "هاري القذر Dirty Harry" التي برع فيها كلينت ايستوود في فترة السبعينيات ولكن ايستوود اعتبر الفيلم قاتم للغاية. التقى ديكر بالنجم كيرت راسل ليلعب البطولة بينما كان ديكر يعد نفسه ليكون المخرج، ولم ينجح الأمر. وبحسب ما ورد، تم حذف المشاهد العنيفة في الفيلم بشكل كبير بعد عروض الاختبار. في مقابلة مع المخرج راسل مولكاهي، أفاد بأنه في أحد المشاهد التي تم حذفها، يسيء بليك جسديًا إلى ستايلز حتى يتقيأ، ويأتي بليك باسفنجة لتنظيفه، وكان هذا هو السبب، حسب أحداث الفيلم، في تقيؤ ستايلز على بليك عندما يتم العثور عليه في الشوارع. لم تصدر نسخة الفيلم الأصلية (بدون حذف) إطلاقاً.
وضع موسيقى الفيلم وأنتجها وقاد الاوركسترا آلان سيلفستري كما حدث في فيلم "بريداتور 2" وقام بالعزف الاوركسترا السيمفوني "سكاي ووكر".

## استقبال الفيلم
كان إيراد شباك التذاكر متواضعاً عندما تم عرضه لأول مرة في 4 أكتوبر 1991، حيث حقق 4.831.181 دولارًا في عطلة نهاية الأسبوع الافتتاحية، وكان في المركز الثاني بعد فيلم "الملك الصياد" للنجوم روبن ويليامز وجيف بريدجز، لينتهي بها المطاف بأكثر من 21 مليون دولار في دور العرض. جاء الفيلم قبل 5 أسابيع من العرض الأول لفيلم "خليج الخوف" بطولة روبرت دي نيرو ونيك نولت مع قصة مماثلة تقريباً لفيلم "شظية مرتدة".
منح موقع "الطماطم الفاسدة" الفيلم تقييماً مقداره 74% بناءاً على آراء 19 ناقداً سينمائياً، ومنح موقع "ميتاكريتيك" الفيلم تقييماً مقداره 49% بناءاً على آراء 17 ناقداً سينمائياً، ومنحت الجماهير المستطلعة آراؤهم منظمة "سينما سكور" الفيلم درجة (B) على مقياس من (+ A) إلى (F).
ابدى جين سيسكل وروجر إيبرت بعض الإعجاب بالفيلم في برنامج "في دور العرض"، وكان إجماع رأيهما أنه سخيف، أبله، محرج، بغيض ولكنه أيضًا أنيق وطموح ولديه بعض الحوار الذكي.

## وصلات خارجية
https://mubi.com/films/ricochet شظية مرتدة (فيلم)
https://letterboxd.com/film/ricochet/ شظية مرتدة (فيلم)
https://elcinema.com/work/2030192 شظية مرتدة (فيلم)
https://www.imdb.com/title/tt0102789/ شظية مرتدة (فيلم)
https://www.blu-ray.com/Ricochet/182009/ شظية مرتدة (فيلم)
https://www.filmaffinity.com/us/film180851.html شظية مرتدة (فيلم)
https://www.allmovie.com/movie/ricochet-v41321 شظية مرتدة (فيلم)
https://www.themoviedb.org/movie/9546-ricochet شظية مرتدة (فيلم)
https://www.allocine.fr/film/fichefilm_gen_cfilm=33301.html شظية مرتدة (فلم)